# Rti
Pour les articles homonymes, voir RTI.
Rti (en serbe cyrillique : Рти) est un village de Serbie situé dans la municipalité de Lučani, district de Moravica. Au recensement de 2011, il comptait 493 habitants.

## Démographie

### Évolution historique de la population
| 1948 | 1953 | 1961 | 1971 | 1981 | 1991 | 2002 | 2011 |
| ---- | ---- | ---- | ---- | ---- | ---- | ---- | ---- |
| 998  | 997  | 955  | 869  | 749  | 615  | 553  | 493  |

|  |